# Tašlultum
Tašlultum (auch Ašlultum) war eine Ehefrau des Sargon von Akkad, König von Akkad im 3. Jahrtausend v. Chr. (von 2356 bis 2300 v. Chr. (mittlere Chronologie) bzw. 2292 bis 2236 v. Chr. (kurze Chronologie)).
Sie ist einzig bekannt durch die Inschrift auf einem Alabasterfragment unbekannter Herkunft in der Yale Babylonian Collection 2191, die von ihrem Haushofmeister gestiftet wurde.